# 大宝积经
《大寶積經》（梵文：Mahā ratnakūṭa sūtra），又稱《寶積經》，為一百二十卷，唐朝菩提流志等譯，收入《大正新脩大藏經》第十一冊。此經主要講述菩薩修行法門及授記成佛等，為大乘佛教寶積部經。“寶積”（梵語：ratnakūṭa ，藏語：དཀོན་བརྩེགས，轉寫：dkon brtsegs）為“積集法寶”意。

## 譯本
全經計共收四十九會。前部二十三會，八十卷餘，為魏晉南北朝等譯師集合翻譯，之後二十六會三十九卷半，為菩提流志翻譯，所以本經即為新舊譯之人共同合力編的本子。全經內容泛論大乘佛教之各種主要法門，涉及範圍甚廣，每一會相當一部經文，彼此相互獨立。當時玄奘從印度的天竺歸返時，曾帶回本經之梵本，諸方名德又敦請玄奘譯該經，但後來因玄奘譯完六百卷的《大般若經》後已經無力再譯，而他所帶回的梵本現今已不存於世上。

## 歷史
大寶積經是一系列的大乘佛教經典的集合，其集成時間不一。
《大寶積經‧普明菩薩會》（又名〈大迦葉品〉，Kāśyapaparivarta）是最古老的「寶積經」，本會內題「古大寶積經」。龍樹《大智度論》（卷二八），稱引為《寶頂經》。世親或安慧所造《大寶積經論》專門解說此會。印度大乘空、有二宗，一致重視本經對菩薩行的解說。
《菩薩藏經》二十卷，玄奘於貞觀十九年（645）譯出，玄奘歸國後首譯此經。此經總攝大乘的重要法門，以「四無量」、「六度」、「四攝」為綱，統攝大乘菩薩道。修阿蘭若行和推崇在家菩薩行的《大寶積經‧郁伽長者會》（《郁伽長者所問經》，Ugraparipṛccha）被視為是涉及大乘佛教起源的早期文獻。
跟彌陀信仰有關的《無量壽如來會》、講如來藏義的《勝鬘夫人會》和載菩薩懺悔文的《優波離會》，是大寶積經中常被誦讀的部份。

## 目次
| 序號 | 經名             | 譯者           | 別譯本 |
| ---- | ---------------- | -------------- | --- |
| 1    | 三律儀會         | 唐．菩提流志   | 失譯，《大方廣三戒經》                                                                                     |
| 2    | 無邊莊嚴會       | 唐．菩提流志   | |
| 3    | 密迹金剛力士會   | 晉．竺法護     | 趙宋．法護，《如來不思議祕密大乘經》                                                                       |
| 4    | 淨居天子會       | 晉．竺法護     | |
| 5    | 無量壽如來會     | 唐．菩提流志   | 吳．支謙，《大阿彌陀經》；《無量清淨平等覺經》；晉．竺法護，《無量壽經》；趙宋．法賢，《大乘無量壽莊嚴經》 |
| 6    | 不動如來會       | 唐．菩提流志   | 東漢．支婁迦讖譯，《阿閦佛國經》                                                                           |
| 7    | 被甲莊嚴會       | 唐．菩提流志   | |
| 8    | 法界體性無分別會 | 梁．曼陀羅仙   | |
| 9    | 大乘十法會       | 元魏．佛陀扇多 | 南齊．僧伽婆羅《大乘十法經》                                                                               |
| 10   | 文殊師利普門會   | 唐．菩提流志   | 晉．竺法護譯，《普門品經》                                                                                 |
| 11   | 出現光明會       | 唐．菩提流志   | |
| 12   | 菩薩藏會         | 唐．玄奘       | 趙宋．法護，《大乘菩薩藏正法經》                                                                           |
| 13   | 佛為阿難說處胎會 | 唐．菩提流志   | 晉．竺法護譯，《胞胎經》                                                                                   |
| 14   | 佛說入胎藏會     | 唐．義淨       | |
| 15   | 文殊師利授記會   | 唐．實叉難陀   | 晉．竺法護譯，《文殊佛土嚴淨經》；唐．不空譯，《文殊佛剎功德莊嚴經》                                       |
| 16   | 菩薩見實會       | 隋．那連提耶舍 | 趙宋．日稱譯，《父子合集經》                                                                               |
| 17   | 富樓那會         | 後秦．鳩摩羅什 | |
| 18   | 護國菩薩會       | 隋．闍那崛多   | 趙宋．施護譯，《護國尊者所問大乘經》                                                                       |
| 19   | 郁伽長者會       | 曹魏．康僧鎧   | 安玄譯，《法鏡經》；晉．竺法護譯，《郁迦羅越問菩薩行經》                                                   |
| 20   | 無盡伏藏會       | 唐．菩提流志   | |
| 21   | 授幻師跋陀羅記會 | 唐．菩提流志   | 晉．竺法護譯，《幻士仁賢經》                                                                               |
| 22   | 大神變會         | 唐．菩提流志   | |
| 23   | 摩訶迦葉會       | 元魏．月婆首那 | |
| 24   | 優波離會         | 唐．菩提流志   | 失譯，《決定毘尼經》；唐．不空譯，《三十五佛名禮懺文》                                                     |
| 25   | 發勝志樂會       | 唐．菩提流志   | 隋．闍那崛多譯，《發覺淨心經》                                                                             |
| 26   | 善臂菩薩會       | 後秦．鳩摩羅什 | |
| 27   | 善順菩薩會       | 唐．菩提流志   | 《須賴經》二種                                                                                             |
| 28   | 勤授長者會       | 唐．菩提流志   | 失譯，《菩薩修行經》；趙宋．施護譯，《無畏授所問大乘經》                                                   |
| 29   | 優陀延王會       | 唐．菩提流志   | 失譯，《優填王經》；趙宋．法天譯，《大乘日子王所問經》                                                     |
| 30   | 妙慧童女會       | 唐．菩提流志   | 晉．竺法護譯，《須摩提菩薩經》；趙宋．施護譯，《無畏授所問大乘經》                                         |
| 31   | 恆河上優婆夷會   | 唐．菩提流志   | |
| 32   | 無畏德菩薩會     | 元魏．佛陀扇多 | 晉．竺法護譯，《阿闍世王女阿術達菩薩經》                                                                   |
| 33   | 無垢施菩薩應辯會 | 晉．聶道真     | 晉．竺法護譯，《離垢施女經》；元魏．瞿曇般若流支譯，《得無垢女經》                                         |
| 34   | 功德寶花敷菩薩會 | 唐．菩提流志   | |
| 35   | 善德天子會       | 唐．菩提流志   | 唐．菩提流志譯《文殊師利所說不思議佛境界經》                                                               |
| 36   | 善住意天子會     | 隋．達摩笈多   | 晉．竺法護譯，《如幻三昧經》；元魏．瞿曇般若流支譯，《聖善住意經》                                         |
| 37   | 阿闍世王子會     | 唐．菩提流志   | 失譯，《太子刷護經》；失譯，《太子和休經》                                                                 |
| 38   | 大乘方便會       | 東晉．竺難提   | 晉．竺法護譯，《慧上菩薩問大善權經》；趙宋．施護譯，《大方廣善巧方便經》                                   |
| 39   | 賢護長者會       | 隋．闍那崛多   | 唐．地婆訶羅，《顯識經》                                                                                   |
| 40   | 淨信童女會       | 唐．菩提流志   | |
| 41   | 彌勒菩薩問八法會 | 元魏．菩提留支 | 失譯，《大乘方等要慧經》                                                                                   |
| 42   | 彌勒菩薩所問會   | 唐．菩提流志   | 晉．竺法護譯，《彌勒菩薩所問本願經》                                                                       |
| 43   | 普明菩薩會       | 失譯           | 趙宋施護譯，《大迦葉問大寶積正法經》；失譯，《摩訶衍寶嚴經》；東漢支讖，《遺曰摩尼寶經》                   |
| 44   | 寶梁聚會         | 北梁．釋道龔   | |
| 45   | 無盡慧菩薩會     | 唐．菩提流志   | |
| 46   | 文殊說般若會     | 梁．曼陀羅仙   | 唐．玄奘《大般若．曼殊室利分》；南齊．僧伽婆羅譯，《文殊般若經》                                           |
| 47   | 寶髻菩薩會       | 晉．竺法護     | 北涼．曇無讖譯，《大集．寶髻菩薩品》                                                                       |
| 48   | 勝鬘夫人會       | 唐．菩提流志   | 劉宋．求那跋陀羅譯，《勝鬘經》                                                                             |
| 49   | 廣博仙人會       | 唐．菩提流志   | 元魏．瞿曇般若流支譯，《毘耶娑問經》                                                                       |